# Códice Pray

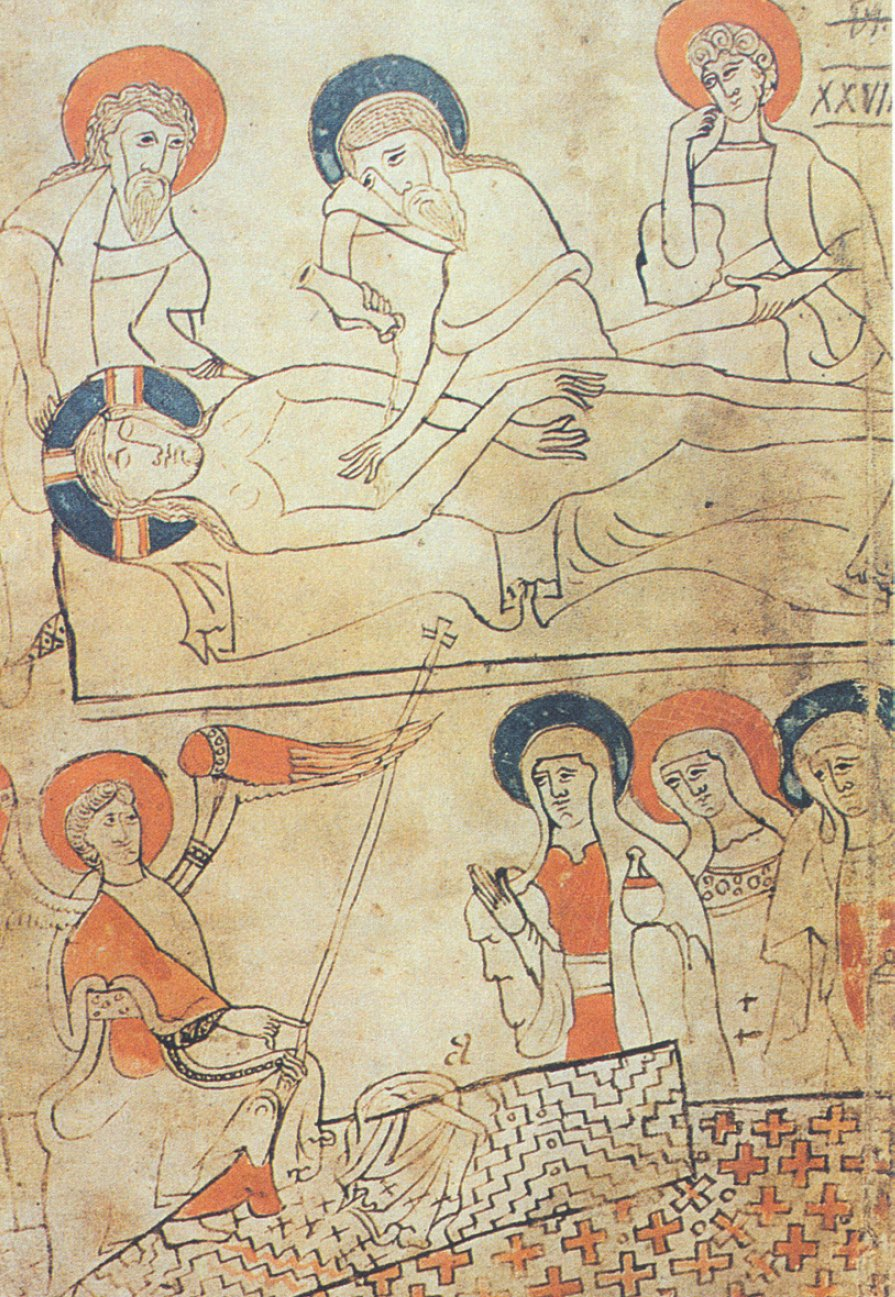
Una ilustración del Códice Pray, donde se aprecia el entierro de Cristo, y su cuerpo es cubierto por una larga pieza de tela. La miniatura representa el manto de Cristo con dos características particulares, dos patrones de espina de pescado y cuatro agujeros con forma de L, lo que concuerda con las presentes en el Sudario de Turin.

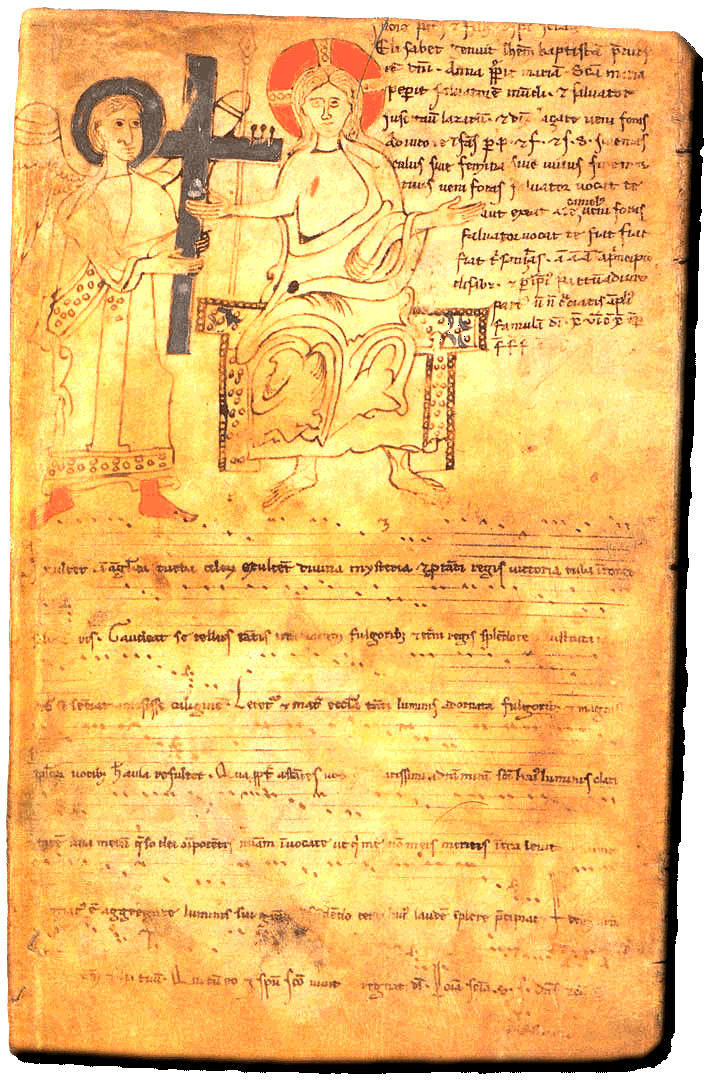
Una página del códice

El Códice Pray (en húngaro: Pray-kódex) fue elaborado entre 1192 y 1195 en idioma latino y húngaro, que recibió su nombre del académico húngaro György Pray (1723-1801) quien lo describió y analizó por vez primera en la Edad Moderna. El estilo artístico del códice se suele clasificar como un sacramentarium (könyörgésgyűjtemény), el cual probablemente se elaboró en la abadía húngara benedictina de Boldva santificada en honor a san Juan Bautista. El códice contiene también un misal y varias cantos religiosos, así como un compendio de leyes elaboradas bajo el reinado de Colomán de Hungría (1095-1116).
Se encuentra en la Biblioteca Nacional Széchényi en Budapest, Hungría.

## Relevancia
El códice contiene la más antigua inscripción en idioma húngaro registrada, que es el discurso mortuorio y ruego (en húngaro: Halotti beszéd és könyörgés)
Una de las miniaturas del códice (marcada con el número XXVIII) ilustra el "Mandilion" honrado en Constantinopla como aquel manto con el que envolvieron a Cristo tras su crucifixión. Esta ilustración y sus características concuerdan con las del Sudario de Turin, del cual se ha debatido durante décadas.

## Trasfondo histórico
El manuscrito se elaboró bajo el reinado de Bela III de Hungría, quien falleció en el 1196. Este monarca se crio en Constantinopla desde muy joven por acuerdos entre su hermano el anterior rey húngaro y el emperador bizantino Manuel I Comneno, ciudad cosmopólita donde según los registros todos los viernes se exhibía el sudario de Turin. La hija de Bela III, Margarita también se crio en Constantinopla y eventualmente se convirtió en emperatriz consorte también. De esta forma es lógico que en las ilustraciones del códice los personajes visten capas bizantinas.